# A Blind Bargain
A Blind Bargain er en amerikansk stumfilm fra 1922 af Wallace Worsley.

## Medvirkende
- Lon Chaney som Dr. Arthur Lamb
- Raymond McKee som Robert Sandell
- Jacqueline Logan som Angela Marshall
- Virginia True Boardman
- Aggie Herring som Bessie
- Virginia Madison
- Fontaine La Rue som Mrs. Lamb
- Wallace Beery